# 振兴巷 (西城区)
39°54′12″N 116°22′23″E / 39.903247°N 116.3731199°E
振兴巷，是位于北京市西城区中部的一条胡同。

## 简介
振兴巷为南北走向，南到头发胡同，北到新文化街。全长80米，平均宽3米。清朝称小麻线胡同。1911年之后称麻线胡同，又称沟帮胡同。1965年北京市整顿地名，更名为振兴巷。清朝末年的海军部及北洋政府时期的海军部曾设在巷内的东侧。